# ماریا د ساینتیست
ماریا امانی باکلز (متولد ۲۷ اکتبر ۱۹۹۷)، معروف به ماریا دانشمند، خواننده و ترانه‌سرای آمریکایی است. او اولین آلبوم استودیویی خود را در ۲۳ اوت ۲۰۱۹ منتشر کرد.
ماریا امانی باکلز در ۲۷ اکتبر ۱۹۹۷ در آتلانتا، جورجیا به دنیا آمد. او یک سال زودتر از دبیرستان Southwest DeKalb فارغ‌التحصیل شد و به امید اینکه یک متخصص بیهوشی شود به کالج در دانشگاه سنت جان در شهر نیویورک رفت، اما بعداً برای دنبال کردن موسیقی درس را رها کرد.
در سال ۲۰۲۱، شایعات مربوط به رابطه عاشقانه بین ماریا و یانگ تاگ بالا گرفت، با این حال، تا زمان زندانی شدن Thug هیچ چیز تأیید نشد، پس از آن ماریا در جلسات دادگاه دیده شد و در برنامه‌های خود درخواست "Free Thugger" را داد.